# Франсуа, Клод
Клод Франсуа́ (фр. Claude François, 1 февраля 1939, Исмаилия, Египет — 11 марта 1978, Париж, Франция) — французский певец, танцор, музыкант и музыкальный продюсер 1960-х — 1970-х годов.
Был также известен под прозвищем Клокло́ (Cloclo).
За 15 лет карьеры стал одним из самых известных и признанных публикой французских артистов. Многие его песни до сих пор остаются хитами:  (Belles ! Belles ! Belles, Cette année-là, Le Lundi au soleil, Le téléphone pleure, Magnolias for Ever, Alexandrie Alexandra, Comme d’habitude и др.).

## Биография

### Происхождение
Клод Антуан Мари Франсуа родился 1 февраля 1939 года. Его семья по отцовской линии ведёт своё происхождение из Лиона. Его прадедушка и прабабушка по отцовской линии, Николя Жозеф Франсуа, родившийся в деревне Сен-Морис-сюр-Мозель (департамент Вогезы) в 1835 году, и Мария Анна Дельфин Каллон, родившаяся в деревне Марс (департамент Ардеш) в 1845 году, поженились в 1872 году в Порт-Саиде (Египет), где Николя Жозеф Франсуа работал телеграфистом компании Суэцкого канала. Трое их детей, Гюстав, Элиза и Адольф, родились соответственно в Порт-Саиде, Суэце и Исмаилии.
Дед Клода Франсуа по отцовской линии Адольф Франсуа, капрал 52-го пехотного полка, был убит в Тауре на Марне 25 сентября 1915 года во время Первой мировой войны, когда ему было всего тридцать пять лет. У него осталось трое сыновей, в том числе Эме Франсуа, который впоследствии будет работать руководителем движения судов на Суэцком канале.
Эме Франсуа женится на итальянке Лючии Маццеи, известной как «Шуффа». Семья Лючии из Калабрии, Италия. Люсия заботится о доме и семье и много времени уделяет игре на пианино. Два её брата, один скрипач, другой пианист, аккомпанировали немым фильмам, а затем сопровождали Five O’Clock Tea британской армии, которая контролировала Суэцкий канал во время Второй мировой войны.
У Клода Франсуа есть старшая сестра Мари-Жозе Франсуа, известная как «Жозетт», родившаяся 28 августа 1935 года; в 2008 году она написала книгу воспоминаний «Клод Франсуа, мой брат».

### Детство
Детство Клода Франсуа прошло на одной из вилл Компании Суэцкого канала (Compagnie du canal de Suez) в Исмаилии. Его семья, имеющая прислугу, ведет очень комфортный образ жизни. Во время Второй мировой войны Исмаилия подверглась бомбардировке немцев, вилла семьи Франсуа была разрушена. После этого Клода и его сестру забирала к себе их бабушка по отцовской линии, которая жила в старом доме недалеко от рабочих кварталов. Клод Франсуа общается с маленькими детьми разного происхождения (греки, мальтийцы, итальянцы, арабы) и остаётся там жить до школьного возраста.
На учёбу родители поместили его в приходскую школу-интернат. Затем они записали его во Французский лицей в Каире в качестве студента — экстерна (1953—1956). Комната, которую он снимал, находилась напротив Radio Cairo, где он проводил много времени, слушая французские и американские записи до их официальных релизов. Он получает первую ступень степени бакалавра, но не вторую. В это время он посещал репетиции своих дядей по материнской линии и провёл первый год учёбы игры на скрипке.
В 1956 году после Суэцкого кризиса семья Франсуа была изгнана из Египта (вместе со многими французами и британцами). На фоне естественной враждебности по отношению к иностранцам с запада отъезд из Египта проходил катастрофически в условиях оскорблений и физической агрессии. Корабль пришвартовался в Гавре, откуда семья Франсуа отправилась в Париж.
Прожив какое-то время в гостиничном номере, Франсуа, устав просить субсидии у компании Суэцкого канала, уехали поездом в Монте-Карло, где их дочь Жозетта жила с прошлого лета с момента замужества. Семья сначала поселилась в Монако, в квартире, приобретённой благодаря гранту на переезд, предоставленному компанией Суэцкого канала (Клод Франсуа учился в Lycée Albert-Premier), затем переехала в Ниццу. Они жили в настоящей бедности: в своей автобиографии Клод Франсуа утверждает, что он спал на полу в квартире, подворовывал в магазинах, ел хлеб, пропитанный салатным соусом, заработав язву желудка, что послужило причиной его освобождения от военной службы.

### Карьера

#### Дебют
В 1958 году Клод Франсуа после долгих поисков работы становится банковским служащим. Одновременно он играет на кубинских барабанах конга в небольшом оркестре, который создаёт вместе с несколькими друзьями. Наконец он находит работу в большом оркестре спортивного клуба Монте-Карло, которым в то время руководил Луи Фрозио. Сначала он барабанщик-перкуссионист, затем певец (зарабатывает 1000 франков за вечер), в его репертуаре песни Коллет Дреаль, Шарля Азнавура, Марселя Мулуджи, Рэя Чарлза. Он производит фурор, исполняя на арабском языке песню Боба Аззама «Мустафа». В то же время он посещает Национальную академию музыки по всем классам (кларнет, флейта, классическое пение, ударные и перкуссия, гармония), а также берёт частные уроки вокала.
В 1959 году он поступает в оркестр Марселя Бланши в качестве певца и выступает в отеле Le Provençal в Жуан-лё-Пене. Хотя его заработок, наконец, позволяет ему жить самому и поддерживать материально свою семью, его отец не одобряет этот выбор — он хотел, чтобы сын стал бухгалтером. Мать полностью поддерживает музыкальные амбиции Клода.
Летом 1961 года он приезжает в Париж по совету Брижит Бардо и Саша Дистеля, которых он встретил на Лазурном берегу (Клод Франсуа давал уроки танцев Брижит Бардо в ночном клубе le Papagayo в Сен-Тропе). Его сопровождает молодая танцовщица английского происхождения Джанет Вуллакотт (Janet Woollacott), с которой он познакомился в 1959 году во время одного из выступлений. Они поженились 5 ноября 1960 года в Монако. Отец Клода, который не разговаривал с ним в течение двух лет, все же приехал на свадьбу, но вскоре, 19 марта 1961 года, умер от болезни лёгких.
В то время французская песня переживала большое потрясение из-за моды на рок-н-ролл, а затем на твист. Появилась новая плеяда певцов, которых вскоре назовут «поколением йе-йе». Их поддерживала радиопередача «Привет, друзья» (фр. Salut les copains), которая пользовалась большой популярностью у подростков.
Клод Франсуа поступил барабанщиком к Оливье Депаксу, в группу The Gamblers, но гонорары были мизерными. 16 сентября 1961 года он прошёл прослушивание в студии грамзаписи Fontana Records, но не понравился арт-директору Жан-Жаку Тильке, который, однако, согласился на повторное прослушивание.
В 1962 году Клод Франсуа под псевдонимом «Коко» записал свою первую пластинку «Le Nabout Twist» (в двух версиях — на французском и арабском языках) исходя из тех соображений, что, если песня будет хорошо принята в Африке, она не достигнет желаемого успеха во Франции. В ожидании новой возможности, он присоединяется к группе The Gamblers и все лето 1962 года играет в клубе Papagayo в Сен-Тропе. В то же время Джанет работает танцовщицей в Олимпии, где и встречает Жильбера Беко. Вскоре она уходит от Клода Франсуа к Жильберу Беко.
Вернувшись в Париж, Клод Франсуа подписывает пятилетний контракт с музыкальным лейблом Le Disque Fontana (Fontana Records). Осенью 1962 года он добивается своего первого успеха, благодаря песне «Belles! Belles! Belles!». Это адаптация другой песни, Girls Girls Girls (Made to Love), написанной Филом Эверли из The Everly Brothers и первоначально исполненной Эдди Ходжесом. Именно она вдохновила его на французскую версию, слова для которой он написал вместе с Влин Бугги. Взяв в осаду офис Даниеля Филипакки на радиостанции Europe 1, он добивается того, чтобы его сорокопятка звучала по два раза в день на программе «Salut les copains» в течение целой недели. Таким образом карьера его началась, несмотря на то, что запись имела сравнительно небольшой успех. «Belles! Belles! Belles!» становится его первым скопитоном, снятым Клодом Лелушем — он поёт на снегу, в Версале в предместье Парижа, в окружении молодых девушек, танцующих в летних платьях не по сезону. Широкая публика узнала о Клоде после того, как он принял участие в нескольких телевизионных шоу. 18 декабря того же года он выступает в Олимпии на разогреве перед выступлением Далиды и шведской группы Spotnicks.

#### Первые шаги на пути к успеху
По настоящему его карьера начинается под руководством импресарио Пола Ледермана. Следует череда успешных турне и песен-хитов — «Marche tout droit», адаптация песни «Walk right in» в исполнении Rooftop Singers, «Pauvre petite fille riche», Dis-lui и Si tu veux être heureux, адаптация песни «If You Wanna Be Happy» Джимми Соула. С внешностью молодого человека из хорошей семьи и песням с приятными текстами он привлекает все более широкую женскую аудиторию. Клод Франсуа просит Мишеля Бурде, художника и фотографа из журнала «Salut les copains», нарисовать его портрет. Этот гиперреалистический рисунок даст Клоду толчок для долгих размышлений о том, какой сценический образ ему следует воплотить.
5 апреля 1963 года он во второй раз выступает в Олимпии, приняв участие в гала-концерте молодых певцов, которых в то время называли «кумирами молодёжи» («idoles des jeunes»). Среди музыкантов были Мишель Кассе, Гастон, будущий участник группы Compagnon de la chanson, и джазовый пианист Рене Уртрегер. В октябре Клод Франсуа выпускает песню «Si j’avais un marteau», французскую версию песни «If I Had A Hammer», написанную Питом Сигером и успешно исполненную Трини Лопес. Песня остаётся на вершине хи-парадов в течение нескольких недель. 29 октября, после участия в специальном выпуске программы Musicorama, Клод Франсуа получает свой первый золотой диск из рук комика Мориса Биро.
Благодаря первому успеху, Клод приобретает квартиру на бульваре Эксельманс, 46, в 16-м округе Парижа. В 1964 году он также покупает бывшую мельницу в Даннемуа в Эссонне, которая становится его загородным домом. Там он поселил свою мать и сестру, которые наконец обрели спокойствие, как во времена своей жизни в Египте. Несколько недель спустя он исполняет песню «Le Ferme de bonheur». Следующим летом он едет в турне, во время которого был снят фильм Клода Верника с красноречивым названием «Неистовое лето» (L’été frénétique).
В сентябре 1964 года Клод Франсуа снова выступает в Олимпии, но в этот раз он появляется у Бруно Кокатрикса уже в качестве звезды. Один за другим следуют новые хиты: «Donna Donna», «J’y pense et puis j’oublie». Он бьёт все рекорды по продажам пластинок, поставленные до того Эдит Пиаф и Жильбером Беко. Каждое его появление сопровождается массовой истерией.
В личной жизни Клода Франсуа тоже происходят изменения: он знакомится с Франс Галль, молодой семнадцатилетней певицей (ему к тому времени было уже 25). Это начало романа, который продлится до 1967 года. 25 февраля 1965 года Клод Франсуа получает травму во время гала-концерта в Абвиле, когда во время танца сцена проваливается у него под ногами. В результате было сломано несколько рёбер, и он проводит пять недель в неподвижном состоянии. За 1965 год он записывает около пятнадцати песен, включая «Les Choses de la maison» и «Même si tu revenais».
В декабре 1966 года он выводит на сцену Клодетток, танцовщиц, которые с тех пор сопровождают Клода повсюду. Первое появление певца в Олимпии с четырьмя танцовщицами стало настоящим событием, которое ещё больше привлекло к нему внимание публики. Позже Клод Франсуа использует рисунок Мишеля Бурде, сделанный тремя годами ранее, чтобы сделать его символом своего художественного преображения. Он возвращает оригинал автору в знак дружбы и признания, написав на нём слова «Браво… это замечательно!». В апреле 1966 года Клод участвует в съёмках «фотографии века» (фр. photo du siècle) Жан-Мари Перье, проекта, в котором приняли участие 46 французских звёзд йе-йе.
В 1967 году совместно с Жаком Рево Клод Франсуа пишет музыку, а с Жилем Тибо слова песни Comme d’habitude. Успех на пороге, так как эта песня, которую вскоре исполнил Пол Анка, а затем и Фрэнк Синатра под названием «My Way», стала хитом во всем мире. Впоследствии песня неоднократно исполнялась многими певцами (в том числе Элвисом Пресли, Ниной Хаген, Ниной Симоне, Сидом Вишесом,Мирей Матьё). 
13 марта 1967 года был оформлен официальный развод Клода Франсуа с Джанет Вуллакот.

#### Признание
Его контракт с Philips Records заканчивается и Клод Франсуа основывает свою звукозаписывающую компанию Disques Flèche, получив тем самым творческую независимость. Бельгийская певица Лилиан Сен-Пьер стала первой артисткой, которая записывается под этим лейблом. За ней следует Ален Шамфор. После небольшой «любовной истории» с певицей Анни Филипп, с которой он познакомился на гастролях, Клод начинает встречаться с голубоглазой блондинкой и фотомоделью Изабель Форе. Изабель становится его спутницей, и 8 июля 1968 года у пары рождается сын, которого назовут Клод младший. О его рождении прессе становится известно спустя лишь несколько месяцев.
1968 год — это год его первого турне по чёрной Африке, в ходе которого он за десять дней проезжает Форт-Лами (Чад), Дакар (Сенегал), и далее Яунде и Дуала (Камерун), Либревиль (Габон), Абиджан (Кот-д’Ивуар) и Ниамей (Нигер). В Либревиле он дал концерт перед 15 000 человек на большом городском стадионе и был официально принят президентом Альбером Бонго, его семьёй и министрами.
1969 год стал блестящим как в личном, так и в профессиональном плане. 15 ноября 1969 года его спутница Изабель Форе родила ему второго мальчика, Марка, но он снова решает не предавать его рождение огласке «ради его же безопасности». В том же месяце он выступает в Олимпии — целых шестнадцать дней с аншлагом и невероятным успехом. Всё это в немалой степени благодаря его шоу в американском стиле в сопровождении четырёх танцовщиц, восьми музыкантов и оркестра Олимпии. Теперь Клод работает с композитором Жан-Пьером Буртером, который становится его художественным руководителем. На бульваре Эксельманс 122 в 16 округе Парижа (где сейчас можно увидеть мемориальную доску) Клод Франсуа устраивает свою штаб-квартиру. Его новые записи "Éloïse" в начале 1969-го и «Tout éclate, tout explose» в конце года стали настоящими хитами.
В 1970 году его песня «Parce que je t’aime mon enfant» была переведена на английский язык и в следующем году исполнена актёром Ричардом Харрисом, а затем Элвисом Пресли под названием «My Boy». 14 марта 1970 года во время концерта в Марселе в зале Валье Клод Франсуа падает в обморок. Позже станет известно, что это была инсценировка, согласованная с его продюсером. Он отправляется восстанавливаться на Канарские острова, но по возвращении 17 мая попадает в автомобильную аварию на шоссе недалеко от городка Оранж. Сломаны нос и скулы. Ему приходится делать ринопластику. Едва оправившись после операции, Клод Франсуа снова отправляется в турне с певцами Дани и С. Жеромом.
В 1971 году в Детройте, США, в студии Тамла Мотаун Клод Франсуа записывает сразу несколько песен (C’est la même chanson, Bernadette и Réveille-moi), вместе с группой Funk Brothers, которые участвовали в большинстве записей этого североамериканского лейбла. Эта студия специализировалась на продвижении чернокожих исполнителей. В 1971 году Клод Франсуа был единственным белым певцом, записавшим там свои песни.
В 1972 году он расстаётся с матерью своих детей, и вскоре встречает Софию Киукконен, 19-летнюю финскую фотомодель, с которой он был вместе в течение четырёх лет.
20 января 1973 года продюсеры Марити и Жильбер Карпантье посвятили свою телевизионную программу Top à… Клоду Франсуа. Там он вместе с Далидой исполняет в дуэте Ciao ciao bambino, Come_prima_(chanson) и Volare. В течение года он много раз выступал на телевидении, четыре раза участвовал в развлекательной программе Cadet Rousselle. Во время записи одной из таких программ, 15 марта, у него обнаружились проблемы с дыханием из-за искривленной носовой перегородки, что причиняло ему большие неудобства. Его госпитализировали и экстренно прооперировали.
В июле в Марселе во время первого концерта летнего тура подвыпивший фанат швыряет ему в лицо банку пива. Получив травму надбровной кости, певец был вынужден закончить концерт, через 45 минут после начала.
После череды проблем в начале 1974 года Клод Франсуа объявил на страницах журнала «Подиум», что решил закончить свою сценическую карьеру. 11 и 12 января 1974 года прошли заключительные концерты в  Forest National в Брюсселе (Бельгия). Однако, он не смог выдержать добровольное отлучение от сцены и в октябре 1974 года продолжил свои выступления.
В октябре того же года он выпустил свой хит «Le téléphone pleure». Эта пластинка, проданная тиражом более миллиона экземпляров, принесла ему огромный успех.
15 декабря Клод Франсуа выступил перед 20-тысячной толпой зрителей в выставочном центре Порт-де-Версаль в пользу фонда Fondation_Perce-Neige для детей-инвалидов, основанного актёром Лино Вентура.
30 июня 1975 года журналист Yves Mourousi(Ив Мурузи) организовал благотворительный гала-концерт Клода Франсуа, средства от которого идут на развитие медицинских исследований. Клод выступает перед 30-тысячной аудиторией, собравшейся в саду Тюильри в Париже. Клод Франсуа сможет исполнить свою первую песню только после десяти минут бурных оваций. После нескольких попыток поклонников прорваться к сцене, которая находится посреди пруда, шоу завершается роскошным фейерверком и дождём из конфетти и воздушных шаров с изображением артиста. Это будет его последний концерт в столице. 17 декабря он выступил в Елисейском дворце на Детском Рождественском утреннике и спел дуэтом с президентом Валери Жискар д'Эстеном.
В 1976 году Клод Франсуа выпустил альбом под названием "Pour les enfants de 8 à 88 ans", а также хиты "Cette année-là" и "La Solitude, c'est après"; которые также были записаны на итальянском языке. Для телеканала Antenne 2 он записал своё авторское телевизионное шоу "La Bande à Cloclo", на которое пригласил своих друзей-певцов и актеров. Шоу было показано 11 июля 1976 года и получило большое зрительское признание. В сентябре 1976 года на презентацию по случаю запуска, созданной им парфюмерной серии Eau noire, перед аудиторией из приглашённых  четырехсот человек он вышел своей новой спутницей  Каталин Джонс, которая работала моделью в его агентстве Girl's Modeles. В том же году он записал дуэт «Quelquefois» с Martine Clémenceau (Мартин Клемансо).
В 1977 году Клод Франсуа выпустил несколько успешных композиций: «Je vais à Rio», «Toi et le soleil», а также «C'est comme ça que l'on s'est aimés», записанной в  дуэте с Каталин Джонс. Песнями в стиле диско «Magnolias for Ever»  и «Alexandrie Alexandra», написанными на стихи поэта-песенника Этьена Рода-Жиль, певец хочет несколько обновить свой репертуар.

### Гибель
В субботу, 11 марта 1978 года Клод Франсуа должен был участвовать в телевизионном шоу «Les Rendez-vous du Dimanche» (ведущий Мишель Дрюкер). Для этого он вернулся в Париж из Швейцарии, где записывал свои композиции для «BBC». Но накануне намеченного эфира появилась шокирующая новость: Клод Франсуа погиб от удара электрическим током. Как позже выяснилось, он попытался поправить мокрой рукой неровно висящий на стене электрический светильник, стоя в ванне. Невеста Клода, Кэтлин, вытащила его сведённое судорогой тело из ванной комнаты и моментально вызвала спасателей. Однако попытки реанимации не увенчались успехом из-за развившегося отёка лёгких.
Певец был похоронен 15 марта на кладбище коммуны Даннемуа (департамент Эсон, регион Иль де Франс), где у него был свой дом и куда он любил приезжать, чтобы отдохнуть и набраться сил. В день похорон Клода Франсуа вышел в свет его сингл «Alexandrie Alexandra» (дату релиза певец выбрал сам, за несколько дней до своей смерти).

## Память
- 11 марта 2000 года, в день 22-й годовщины со дня смерти артиста, в Париже появилась площадь, названная его именем (16-й округ).
- В 2004 году во Франции вышла комедия «Подиум (фильм)».
- В 2012 году во Франции вышел фильм «Клокло» (в российском прокате «Мой путь»).
- 17 марта 2013 года неизвестные вандалы осквернили могилу певца, разбив табличку с его именем и разбросав цветы, которые во множестве были принесены в связи с 35-летием гибели Клода Франсуа. Как сообщил канал TF1, полиция начала расследование[5].

## Известные песни
- «Belles, Belles, Belles» (1962);
- «Même Si Tu Revenais» («Даже если ты вернёшься») (1965);
- Примечательна впервые исполненная Клодом Франсуа песня «Comme d’habitude» («Как обычно») (1967) (музыка: Жак Рево, Клод Франсуа; слова: Жиль Тибо), которая приобрела более широкую известность в англоязычном варианте под названием «My Way» («Мой путь») (автор английской версии текста Пол Анка, исполнитель Фрэнк Синатра);
- «My Boy» «Parce que je t’aime, mon enfant» (1970);
- «Le Lundi au soleil» (1972);
- «Cette année-là» (1976);
- До сих пор весьма популярна песня Клода Франсуа «Alexandrie Alexandra» (1977, релиз — март 1978) (слова: Etienne Roda-Gil; музыка: Клод Франсуа и J.P. Bourtayre).